# Ojalá
"Ojalá" é uma canção da dupla americana de música pop Ha*Ash, gravada para o seu quinto álbum de estúdio 30 de febrero (2017). Foi escrita por Ashley Grace, Hanna Nicole e Pablo Preciado, e produzida pelo Hanna e George Noriega.

## Composição e desempenho comercial
"Ojalá" foi escrito por Ashley Grace, Hanna Nicole e Pablo Preciado, enquanto Hanna e George Noriega produziu a música. É uma música que é sobre te desejar mal a essa pessoa que te machucou muito. Não sendo um single oficial, estações de rádio mexicanas começaram a transmitir a música, conseguindo uma certificação de ouro em 1º de fevereiro de 2019, durante a apresentação da turnê de 100 anos com você no Auditório Nacional.

## Vídeo Lyric
O 17 de novembro de 2017 lançaram o vídeo lyric da canção "Ojalá", para elas contou com a participação do reconhecido Diego Álvarez na direcção.

## Vendas e certificações
| Região | Certificação | Vendas/distribuição |
| --- | ------------ | ------------------- |
| México (AMPROFON) | Ouro         | 30,000 ^            |
| *vendas baseadas apenas na certificação ^distribuições baseadas apenas na certificação ‡dados de streaming baseados somente em certificação |              |                     |

## Histórico de lançamento
| Região       | Data                   | Formato          | Gravadora        | Ref.  |
| ------------ | ---------------------- | ---------------- | ---------------- | ----- |
| Mundialmente | 17 de novembro de 2017 | Digital download | Sony Music Latin | [ 6 ] |